# 朝鮮殖產銀行
朝鮮殖産銀行（日语：朝鮮殖産銀行）是一家由大日本帝国於朝鮮設立的特殊银行，其主要目的是在朝鮮日本時代为朝鮮的发展事業提供长期融资。

## 概述
1906年3月（光武十年），大韩帝国颁布农工银行条例，朝鮮半島各地设立了包括汉城农工银行在内的农工银行。 农工银行以政府认购股票和无息贷款方式经营。 至1917年（大正6年）日本和韩国被吞并為止，朝鮮境內總共有6家农工银行、41家分行，而1918年（大正7年）6月12日颁布了《朝鮮殖産銀行令》，之後於10月1日，依照命令将这些银行合併成立了朝鮮殖產银行。资本额为1000万日元，总部位于京城， 1920年（大正9年）资本额增至3000万日元。
总店位于京城南大门大街上，拥有50多家分店。它有权发行高达其实收资本10倍的债券。业务包括房地产担保贷款、渔業权担保贷款、基金会抵押贷款、工农业企业无担保贷款、公共机构贷款、金融合作社和其他工业非营利组织无担保贷款以及产品典当贷款。 、有价证券质押贷款、外汇、承销公共机构或生产企业的公债和公司债券、信托业务。还经营存款和托管业务，若经朝鮮总督批准，可以代理其他银行或是东洋拓殖公司的办理现金支付和公共机构付款的业务。此外，根据朝鮮总督的指定，还与普通银行一样经营贷款、透支、贴现、储蓄存款等业务。
朝鮮殖産銀行在支持稻米增产计划中发挥了作用。  1943年，该银行有员工498人，其中朝鲜人150人。 
1945 年9 月30日，第二次世界大战结束，駐日總司令部向日本政府发布了一份关于“关闭殖民银行、外国银行和特殊战时机构”的备忘录。根据这份备忘录，决定立即关闭朝鮮殖産銀行 ，但留在朝鲜半岛的部分機構將更名为韓国殖産銀行，并在實質上继续存在。此外，在1954年，根据《韓国産業銀行法》，它被更名为韩国产业银行，成為大韩民国的政府附属金融机构。 

## 文獻
1. ↑  농공은행 브리태니커 백과
2. ↑   社団法人・同盟通信社『時事年鑑・昭和14年版』1938年（昭和13年）,681頁の広告より。
3. 1 2 3  조선식산은행[] 브리태니커 백과
4. ↑  満鉄、朝鮮銀行など即時閉鎖指令（昭和20年10月1日 朝日新聞）『昭和ニュース辞典第8巻 昭和17年/昭和20年』p356 毎日コミュニケーションズ刊 1994年